# Birdy (歌手)
柏蒂（英語：Birdy，1996年5月15日—），本名潔絲敏·魯西拉·伊麗莎白·珍妮佛·范登博加爾德（Jasmine Lucilla Elizabeth Jennifer van den Bogaerde），英國女歌手、鋼琴家和作曲家。2008年，她以十二歲之齡贏得Open Mic UK音樂競賽冠軍，因而成名。
2011年11月7日，發表個人第一張同名專輯《Birdy》。名稱源自Birdy在小時候她的媽媽餵她吃東西時，因張開大口時的樣子活像一隻小鳥，因此她父親把Birdy當作她的別名，並一直沿用至今。

## 生涯

### 早期生活
柏蒂於1996年5月15日出生於罕布夏郡利明通。擁有蘇格蘭、比利時及荷蘭血統。媽媽為音樂會的鋼琴伴奏者，所以柏蒂在7歲時已開始學習鋼琴，八歲時著手於第一首自創曲。

### Open Mic UK
在2008年，正值12歲的柏蒂贏得英國才藝比賽Open Mic UK，在2000人面前表演她自己的歌"So Be Free"。
柏蒂回憶在一場和BBC Radio 1的訪問中提到在Open Mic UK總決賽的經驗如同一個很酷的歷程，她解釋道這展現了她在童年時真正想做的事。
柏蒂在2012年九月號The Telegraph描述她在Open Mic UK的想法與回憶。她說參加比賽為真實的興奮，慾望驅使她進入比賽。當她在表演時，和觀眾有前所未有的連結，這使她更愛表演。這個表演為她人生中的大事件，而從舞台上看盡(進)群眾感覺很棒。
在贏得Open Mic UK比賽後柏蒂對於比賽結果的回應是:就像我喜歡做的事一樣，但我從未想過我做得到。這是我的夢想，並不是參加Open Mic UK之後我才認為我有足夠的能力完成它。之前我只為我的家人表演，但Open Mic UK帶給我勇氣。

### 第一支單曲
2009年柏蒂在 BBC Radio 3's Pianothon in London現場表演。
2011年一月，14歲的柏蒂發行了Bon Iver的Skinny Love翻唱版本，這首歌登上英國單曲排行榜，並被英國廣播的DJ Fearne Cotton評選為"本週的紀錄(在原文也有唱片的意思)"

## 音樂作品

### 專輯
- 《Birdy（英语：Birdy (Birdy album)）》（2011年）
- 《心火（英语：Fire Within (album)）》（2013年）
- 《美麗謊言（英语：Beautiful Lies (Birdy album)）》 （2016年）
- 《Young Heart（英语：Young Heart (Birdy album)）》 （2021年）
- 《Portraits（英语：Portraits (Birdy album)）》 (2023年)

## 外部連結
- 官方网站（英文）
- YouTube上的Birdy頻道
- Birdy的Instagram帳戶